# Carel Willinkplantsoen
Het Carel Willinkplantsoen is een relatief klein park in Amsterdam.

## Plantsoen
Het plantsoen, dat pas in 1999 zijn naam kreeg, is genoemd naar de kunstschilder Carel Willink. Deze had zijn woning en atelier een tijdlang in appartement Ruysdaelkade 15, dat uitkijkt op dit parkje. Het park is ontstaan als restruimte in een punt van de Amsterdamse De Pijp. De Stadhouderskade maakt ter plaatse een vreemde bocht om de Boerenwetering te kruisen. De zuidgrens van het park wordt gevormd door het terrein dat ooit behoorde tot een rioolgemaalinrichting, waarvan alleen nog de twee gebouwen over zijn aan Ruysdaelkade 2-4.

## Beeld
In het park staat in het vrije veld een buste van Carel Willink. Dit beeld is gemaakt door Carel’s laatste vrouw Sylvia Willink. Het beeld werd op 3 maart 2000 onthuld door burgemeester Schelto Patijn. Sylvia maakte het beeld van brons en zette het op een granieten sokkel. Een bronzen plaatje op de sokkel vermeldt:
CAREL WILLINK
1900 schilder 1983
Dit beeld is geplaatst ter gelegenheid van
zijn 100ste geboortedag op 7 maart 2000
door Stadsdeel Amsterdam Oud Zuid
Het beeld is gemaakt door Sylvia Willink
Oost ·
160 ·
158 ·
157 ·
156 ·
155 ·
151-154 ·
149-150 ·
145-146 ·
142-144 ·
140-141 ·
137-139 ·
135-136 ·
130-134 ·
129 ·
128 ·
125-127 ·
123-124 ·
116-122 ·
115 ·
110-113 ·
100-101 ·
97 ·
95-96 ·
93-94 ·
92 ·
91 ·
89-90 ·
87-88 ·
86 ·
85 ·
84 ·
82-83 ·
78-79 ·
77 ·
Heineken Brouwerij ·
74 ·
72-73 ·
69-70 ·
68 ·
67 ·
65-66 ·
64 ·
62-63 ·
60-60a ·
58-59 ·
56-57 ·
Willemshuis ·
Van Nispenhuis ·
Kapel van Sint Josephs Gezellen-Vereeniging ·
54 ·
52-53 ·
47-49 ·
Carel Willinkplantsoen ·
Polderhuis ·
Ruysdaelkade 2-4 ·
Judith Leysterbrug ·
42 (Rijksmuseum) ·
40-41 ·
31-35 ·
30 ·
29 ·
Park Centraal Amsterdam ·
Stedemaagd (Vondelpark) ·
Byzantium ·
Koepelkerk ·
12 (Marriott) ·
Persilhuis ·
7 ·
5 ·
3 ·
1 ·
West